# 11926 Orinoco
11926 Orinoco este un asteroid din centura principală de asteroizi.

## Descriere
11926 Orinoco este un asteroid din centura principală de asteroizi. A fost descoperit pe 18 decembrie 1992 la Caussols de Eric Walter Elst. Asteroidul prezintă o orbită caracterizată de o semiaxă mare de 2,45 ua, o excentricitate de 0,10 și o înclinație de 8,0° în raport cu ecliptica.